# Phi Ta Khon

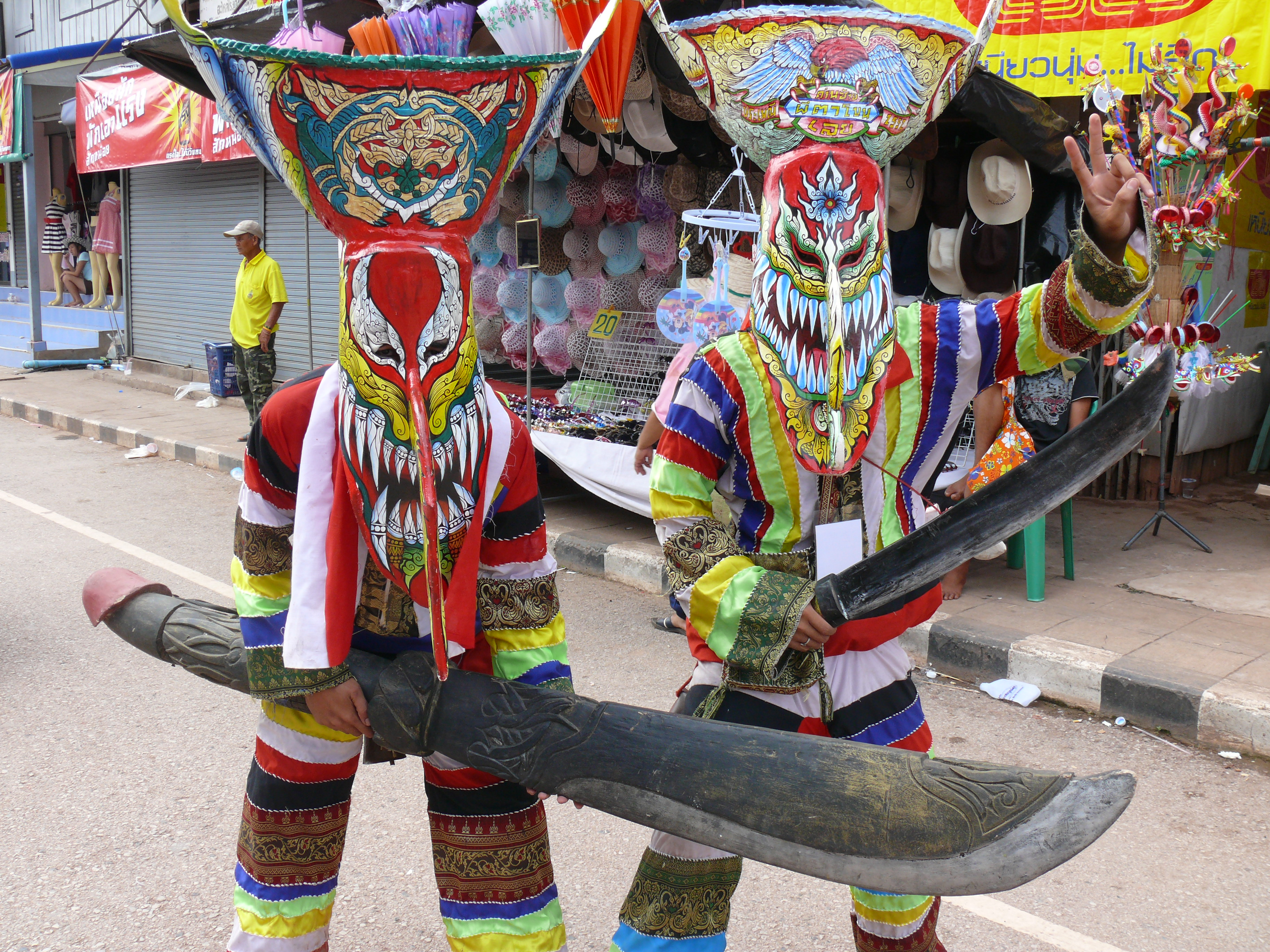
Phi Ta Khon.

Phi Ta Khon (en tailandés: ผีตาโขน) es uno de los festivales más conocidos dentro del grupo de festivales de Boon-Luang o Boon-Pha-Wed practicados en la comarca de Dan-Sai de la provincia de Loei, en Tailandia del Nordeste.
Este festival se organiza en junio, por diversión general del pueblo y por motivos de superstición relacionada con la agricultura. En el festival hay muchos “Bang fai” para adorar a Phaya Than, que es la divinidad que da la lluvia a la tierra.

## Leyenda del origen del festival
Phi Ta Khon tiene origen en una antigua leyenda. Pra Wessandorn (nombre que se utiliza para hablar de la etapa de Buda antes del Nirvana) y Pranang Matsri estaban volviendo a su ciudad finalmente. Pra Wessandorn había salido de esta, porque por aquel entonces tenía mala suerte y para acabar con ello decidió salir de la ciudad, practicar preceptos religiosos y tomar buenos hábitos mientras viviera en el bosque.  
Finalmente cuando él y su familia tuvieron que volver a la ciudad y abandonar los hábitos, mucha gente (así como espíritus) quisieron decirles adiós. El festival de Phi Ta Khon imita esta parte de la vida de Pra Wessandorn.

## Vestimenta
Lo más llamativo del festival de Phi Ta Khon son los vestidos tradicionales. 
Hay dos tipos de Phi Ta Khon, el Phi Ta Khon Yai (Phi Ta Khon grande) y el Phi Ta Khon Lek (Phi Ta Khon pequeña).
El vestido de Phi Ta Khon Yai está hecho de bambú tejido imitando la figura de un fantasma y es más o menos 2 veces más alto que una persona normal. Cada año, sólo un hombre y una mujer pueden vestirse con estos vestidos. En cambio, si quieren todas las personas pueden ponerse las máscaras de Phi Ta Khon Lek, las cuales están hechas de las hojas de coco y Huad (un material de bambú que se usa para cocinar arroz glutinoso) pintado con muchos colores. Las vestimentas se acompañan con narices muy grandes y cuernos. Además, se cubren el cuerpo con vestidos coloridos que han hecho con muchas piezas pequeñas de tela.
- Wikimedia Commons alberga una categoría multimedia sobre Phi Ta Khon.

- Datos: Q4922745
- Multimedia: Phi Ta Khon Ghost Festival / Q4922745